# Józef Mara-Meÿer
Józef Mara-Meÿer, w większości publikacji oraz w ewidencji Wojska Polskiego jako Józef Meijer, ps. „Mara”  (ur. 24 sierpnia 1889 w Stoku , zm. 25 stycznia 1957 w Londynie) – podpułkownik uzbrojenia inżynier Wojska Polskiego.

## Życiorys
Członek Organizacji Bojowej PPS, żołnierz Pierwszej Kompanii Kadrowej. 9 października 1914 roku znalazł się wśród 136. „obywateli” pełniących służbę w 1 pułku piechoty, którym Józef Piłsudski nadał stopnie oficerskie. Tego dnia został mianowany podporucznikiem, lecz stopień ten nie był uznawany przez austriackie władze wojskowe. Pełnił wówczas służbę w I batalionie. 
Był komendantem 4 kompanii V batalionu 7 pułku piechoty. 21 maja 1915 roku został ranny w bitwie pod Konarami. Z pola walki ewakuował go żołnierz rosyjski, dezerter pochodzący z Besarabii. 1 kwietnia 1916 roku został mianowany chorążym, a 7 marca 1917 roku podporucznikiem.
Od 1918 roku w Wojsku Polskim. 3 maja 1922 roku został zweryfikowany w stopniu majora ze starszeństwem z 1 czerwca 1919 roku i 478. lokatą w korpusie oficerów piechoty, a jego oddziałem macierzystym był 21 pułk piechoty w Warszawie. 10 lipca 1922 roku został zatwierdzony na stanowisku dowódcy batalionu w 27 pułku piechoty w Częstochowie. W 1923 roku pełnił w tym pułku obowiązki dowódcy batalionu sztabowego. W 1924 roku, po likwidacji batalionu sztabowego, został wyznaczony na stanowisko kwatermistrza pułku. Następnie został przeniesiony do 39 pułku piechoty Strzelców Lwowskich w Jarosławiu na stanowisko dowódcy I batalionu, detaszowanego w Lubaczowie. Z dniem 20 października 1928 roku został przydzielony na dwumiesięczny, normalny XII Kurs w Centralnej Szkole Strzelniczej w Toruniu. 27 kwietnia 1929 roku został przeniesiony do 2 pułku Strzelców Podhalańskich w Sanoku na stanowisko zastępcy dowódcy pułku. 23 stycznia 1929 roku został mianowany podpułkownikiem ze starszeństwem z dniem 1 stycznia 1929 roku i 13. lokatą w korpusie oficerów piechoty. 28 stycznia 1931 roku został przeniesiony do 9 Okręgowego Szefostwa Uzbrojenia w Brześciu na stanowisko pełniącego obowiązki szefa. 23 października 1931 roku został przeniesiony do korpusu oficerów uzbrojenia w stopniu podpułkownika ze starszeństwem z dniem 1 stycznia 1929 roku i 1. lokatą, z pozostawieniem na dotychczas zajmowanym stanowisku szefa uzbrojenia Okręgu Korpusu Nr IX w Brześciu. Na stanowisku szefa uzbrojenia okręgu korpusu pozostawał do września 1939 roku.
W czasie kampanii wrześniowej został szefem służby uzbrojenia Samodzielnej Grupy Operacyjnej „Polesie”. W czasie walk dostał się do niewoli radzieckiej. Od 1940 był osadzony w Obozie NKWD w Griazowcu. 
Latem 1941 roku, po zwolnieniu z obozu, został przyjęty do Polskich Sił Zbrojnych w ZSRR i przydzielony do dowództwa PSZ na stanowisko szefa służby uzbrojenia. Po wojnie pozostał na emigracji. Zmarł w Londynie w 1957 i został pochowany na cmentarzu katolickim św. Marii przy Kensal Green (St. Mary's Catholic Cemetery). 
Miał syna Jerzego (1919–1943), podporucznika Wojska Polskiego, „cichociemnego”, kawalera Orderu Virtuti Militari.

## Ordery i odznaczenia
- Krzyż Niepodległości (20 stycznia 1931)[22]
- Krzyż Kawalerski Orderu Odrodzenia Polski (11 listopada 1934)[23]
- Krzyż Walecznych (trzykrotnie)